# Diego Novaretti
Diego Martín Novaretti (La Palestina, 9 maggio 1985) è un ex calciatore argentino, di ruolo difensore.
È soprannominato El Flaco (in lingua italiana Il Magro).

## Biografia
In possesso del doppio passaporto, Novaretti ha origini italiane.

## Carriera

### Club

#### Belgrano e Toluca
Esordisce, da professionista, con la maglia del club argentino del Belgrano dove giocherà fino al 2009 quando si trasferisce in Messico per vestire la maglia del Toluca, con il quale esordisce nella partita di campionato del 6 settembre 2009 contro il Morelia, Novaretti gioca tutta la partita che viene vinta 1-0. Il primo gol, con la maglia del Toluca, arriva il 4 aprile 2010 contro l'Estudiantes Tecos, firmando il 5-0 finale. Chiude la sua prima stagione vincendo il Campionato di Clausura che nel 2010 è stato denominato Torneo Bicentenario 2010. Il 27 febbraio 2011 mette a segno la sua prima doppietta, con il club dei Los Choriceros, ai danni del Club América, anche se la partita viene persa 4-3. Nel giugno del 2013 conclude il contratto con il club messicano.

#### Lazio
Nell'estate del 2013, Novaretti lascia il nuovo continente per giocare nel vecchio, raggiungendo un accordo quadriennale con la squadra italiana della Lazio, sulla base di un trasferimento gratuito per scadenza del precedente contratto. Esordisce in serie A e con la maglia bianco-celeste da titolare il 25 agosto 2013 nella partita Lazio-Udinese (2-1). Mentre il 19 settembre 2013 fa il suo esordio in campo internazionale, in occasione della vittoria casalinga per 1-0, di Europa League, contro il Legia Varsavia; Novaretti subentra a Keita Baldé Diao al minuto 83.
Il 20 maggio 2015 perde la finale di Coppa Italia dove la Lazio viene sconfitta dalla Juventus per 2-1. A fine stagione rescinde il proprio contratto con la società capitolina concludendo l'esperienza italiana totalizzando 24 presenze.

#### León e prestito al Queretaro
Il 26 giugno, il club messicano del León, ufficializza l'ingaggio del difensore argentino. Esordisce il 29 luglio successivo in occasione della partita di Copa MX vinta, per 1-2, contro il San Luis. Il 26 agosto 2015, sempre in Coppa del Messico, mette a segno la sua prima marcatura nella vittoria, per 2-1, contro il Correcaminos UAT. Il 5 novembre successivo, seppur giocando per soli 9 minuti prima di essere sostituito per infortunio, perde la finale di Copa MX poiché la sua squadra viene battuta, per 0-1, dal Chivas de Guadalajara. Il 22 marzo 2017, in un'amichevole contro il Santos Laguna, spinge l'arbitro a seguito della concessione di un calcio di rigore per gli avversari e viene sanzionato con sette giornate di squalifica da scontare in partite ufficiali. Nel 2018 viene ceduto in prestito al Querétaro, altro club militante nella Liga MX, fino al termine della stagione.

#### Rosario Central
Il 5 luglio 2019 passa a titolo definitivo al Rosario Central.

#### Ritorno al Belgrano
Il 7 marzo 2021 torna a vestire la maglia del Belgrano, firmando un contratto fino a dicembre 2022.

## Statistiche

### Presenze e reti nei club
Statistiche aggiornate al 17 marzo 2020.
| Stagione         | Squadra          | Campionato       | Campionato | Campionato | Coppe nazionali | Coppe nazionali | Coppe nazionali | Coppe continentali | Coppe continentali | Coppe continentali | Altre coppe | Altre coppe | Altre coppe | Totale | Totale |
| Stagione         | Squadra          | Comp             | Pres       | Reti       | Comp            | Pres            | Reti            | Comp               | Pres               | Reti               | Comp        | Pres        | Reti        | Pres   | Reti   |
| ---------------- | ---------------- | ---------------- | ---------- | ---------- | --------------- | --------------- | --------------- | ------------------ | ------------------ | ------------------ | ----------- | ----------- | ----------- | ------ | ------ |
| 2003-2004        | Belgrano         | PB               | 0          | 0          | -               | -               | -               | -                  | -                  | -                  | -           | -           | -           | 0      | 0      |
| 2004-2005        | Belgrano         | PB               | 7          | 0          | -               | -               | -               | -                  | -                  | -                  | -           | -           | -           | 7      | 0      |
| 2005-2006        | Belgrano         | PB               | 31         | 2          | -               | -               | -               | -                  | -                  | -                  | -           | -           | -           | 31     | 2      |
| 2006-2007        | Belgrano         | PD               | 6          | 0          | -               | -               | -               | -                  | -                  | -                  | -           | -           | -           | 6      | 0      |
| 2007-2008        | Belgrano         | PB               | 32         | 2          | -               | -               | -               | -                  | -                  | -                  | -           | -           | -           | 32     | 2      |
| 2008-2009        | Belgrano         | PB               | 37         | 3          | -               | -               | -               | -                  | -                  | -                  | -           | -           | -           | 37     | 3      |
| Totale Belgrano  | Totale Belgrano  | Totale Belgrano  | 113        | 7          |                 | -               | -               |                    | -                  | -                  |             | -           | -           | 113    | 7      |
| 2009-2010        | Toluca           | PD               | 28+9       | 1+2        | -               | -               | -               | CCL                | 5                  | 0                  | -           | -           | -           | 42     | 3      |
| 2010-2011        | Toluca           | PD               | 32         | 4          | -               | -               | -               | CCL                | 8                  | 0                  | -           | -           | -           | 40     | 4      |
| 2011-2012        | Toluca           | PD               | 32         | 0          | -               | -               | -               | -                  | -                  | -                  | -           | -           | -           | 32     | 0      |
| 2012-2013        | Toluca           | PD               | 31+6       | 1+0        | ACM+CCM         | 4+0             | 0+0             | CL                 | 5                  | 0                  | -           | -           | -           | 46     | 1      |
| Totale Toluca    | Totale Toluca    | Totale Toluca    | 123+15     | 6+2        |                 | 4               | 0               |                    | 18                 | 0                  |             | -           | -           | 160    | 8      |
| 2013-2014        | Lazio            | A                | 11         | 0          | CI              | 2               | 0               | UEL                | 4                  | 0                  | SI          | 0           | 0           | 17     | 0      |
| 2014-2015        | Lazio            | A                | 5          | 0          | CI              | 2               | 0               | -                  | -                  | -                  | -           | -           | -           | 7      | 0      |
| Totale Lazio     | Totale Lazio     | Totale Lazio     | 16         | 0          |                 | 4               | 0               |                    | 4                  | 0                  |             | -           | -           | 24     | 0      |
| 2015-2016        | León             | PD               | 19+5       | 1+0        | ACM+CCM         | 9+1             | 1+0             | -                  | -                  | -                  | -           | -           | -           | 34     | 2      |
| 2016-2017        | León             | PD               | 21+4       | 1+0        | CCM             | 6               | 2               | -                  | -                  | -                  | -           | -           | -           | 31     | 3      |
| 2017-gen. 2018   | León             | PD               | 9          | 0          | CCM             | 1               | 0               | -                  | -                  | -                  | -           | -           | -           | 10     | 0      |
| Totale León      | Totale León      | Totale León      | 49+9       | 2+0        |                 | 17              | 3               |                    | -                  | -                  |             | -           | -           | 77     | 5      |
| gen.-giu. 2018   | Querétaro        | PD               | 17         | 1          | CCM             | 0               | 0               | -                  | -                  | -                  | -           | -           | -           | 17     | 1      |
| 2018-2019        | Querétaro        | PD               | 18+1       | 0          | CCM             | 2               | 0               | -                  | -                  | -                  | -           | -           | -           | 21     | 0      |
| Totale Querétaro | Totale Querétaro | Totale Querétaro | 35+1       | 1+0        |                 | 2               | 0               |                    | -                  | -                  |             | -           | -           | 38     | 1      |
| 2019-2020        | Rosario Central  | PD               | 17         | 0          | CS              | 1               | 0               | -                  | -                  | -                  | -           | -           | -           | 18     | 0      |
| Totale carriera  | Totale carriera  | Totale carriera  | 375        | 18         |                 | 28              | 3               |                    | 22                 | 0                  |             | -           | -           | 428    | 21     |

## Palmarès

### Club
- Campionato messicano: 1

Toluca: Bicentenario 2010